# Anolis lineatopus
Espèce
Synonymes
- Norops lineatopus (Gray, 1840)
- Norops lineatopus lineatopus (Gray, 1840)
- Anolis maculatus Gray 1845
- Norops lineatopus neckeri (Grant, 1940)
- Norops lineatopus ahenobarbus (Underwood & Williams, 1959)
- Norops lineatopus merope (Underwood & Williams, 1959)

Anolis lineatopus est une espèce de sauriens de la famille des Dactyloidae.

## Répartition
Cette espèce est endémique de Jamaïque.

## Description
Les mâles mesurent jusqu'à 70 mm et les femelles jusqu'à 47 mm.

## Liste des sous-espèces
Selon The Reptile Database (10 avril 2013) :
- Anolis lineatopus ahenobarbus Underwood & Williams, 1959
- Anolis lineatopus lineatopus Gray, 1840
- Anolis lineatopus merope Underwood & Williams, 1959
- Anolis lineatopus neckeri Grant, 1940

## Publications originales
- Gray, 1840 : Catalogue of the species of reptiles collected in Cuba by W. S. MacLeay, esq.; with some notes on their habits extracted from his MS. Annals and Magazine of Natural History, ser. 1, vol. 5, p. 108-115 (texte intégral).
- Grant, 1940 : The herpetology of Jamaica II. The reptiles. Bulletin of the Institute of Jamaica, Science Series, no 1, p. 61-148.
- Underwood & Williams, 1959 : The anoline lizards of Jamaica. Bulletin of the Institute of Jamaica, Science series, no 9, p. 1-48 (texte intégral).